# Julian Brandes
Julian Brandes (11 mei 2004) is een Nederlands voetballer die doorgaans speelt als middenvelder. Hij doorliep de jeugdopleiding van Ajax en speelt voor Jong Ajax.

## Clubcarrière
Brandes doorliep de jeugdopleiding van Ajax. Hij maakte zijn debuut in het betaalde voetbal op 17 maart 2023, in een wedstrijd tegen Almere City die met 2-0 werd verloren. Hij viel in de 81e minuut in voor Jaydon Banel. Zijn eerste doelpunt maakte hij op 18 september 2023, tegen Jong AZ (2-5). Brandes assisteerde de 1-0 van Gabriel Misehouy en maakte zelf de 2-2. Aan het einde van het seizoen 2023/24 was Brandes aanvoerder van het team. Op 22 oktober 2023 mocht hij voor het eerst op de bank plaatsnemen bij het eerste, tegen FC Utrecht (3-4).

## Statistieken
| Seizoen | Club      | Competitie     | Competitie | Competitie | Beker | Beker | Overig | Overig | Totaal | Totaal |
| Seizoen | Club      | Competitie     | Wed.       | Dlp.       | Wed.  | Dlp.  | Dlp.   | Dlp.   | Wed.   | Dlp.   |
| ------- | --------- | -------------- | ---------- | ---------- | ----- | ----- | ------ | ------ | ------ | ------ |
| 2022/23 | Jong Ajax | Eerste divisie | 4          | 0          | –     | –     | –      | –      | 4      | 0      |
| 2023/24 | Jong Ajax | Eerste divisie | 34         | 2          | –     | –     | –      | –      | 34     | 2      |
| 2024/25 | Jong Ajax | Eerste divisie | 19         | 1          | –     | –     | –      | –      | 19     | 1      |
| Totaal  | Totaal    | Totaal         | 57         | 2          | –     | –     | –      | –      | 57     | 2      |

Bijgewerkt op 8 maart 2025.